# Фініковий мед
Фініковий мед, фініковий сироп, Раб (араб. رب), Силан (івр. סילאן) — густий темно-коричневий приторно солодкий фруктовий сироп, витягнутий з фініків. Широко використовується в кулінарії Близького Сходу.

## Харчова цінність
Фініковий сироп багатий моносахаридами, глюкозою та фруктозою, тому велика частина цукру, що міститься в ньому, всмоктується в кровотік в роті, а це означає, що він підвищує рівень глюкози в крові більш ефективно і негайно, ніж інші сиропи. Тому він дуже підходить для людей, які страждають гіпоглікемією, для людей з непереносимістю сахарози або для людей з проблемами підшлункової залози, яким важко засвоювати дисахариди.
Фініковий сироп містить більше магнію та калію, ніж деякі натуральні підсолоджувачі, такі як кленовий сироп і мед, і тому в останні роки він став популярною альтернативою цукру. Він також багатий антиоксидантами через високий вміст фенолів і флавоноїдів та, як було показано, проявляє протизапальну активність.

## У національних кухнях
Сироп широко використовується в Лівії, зазвичай з асідою, схожим на кашу десертом.
В іранській кухні фініковий сироп використовується для підсолоджування Арде (паста тахіні), що вживається за сніданком. Його альтернативою є виноградний сироп.